# Anton (Texas)
Anton è un centro abitato degli Stati Uniti d'America situato nella contea di Hockley dello Stato del Texas.
La popolazione era di 1.126 persone al censimento del 2010.

## Geografia fisica
Anton si trova appena a est del centro geografico delle alte pianure del Llano Estacado. Il terreno pianeggiante è interrotto ad ovest da un corso d'acqua asciutto chiamato Yellow House Draw, che passa circa 0,5 miglia (1 km) a est di Anton.
Anton è ben posizionato per quanto riguarda i mezzi di trasporto ed è situata tra la U.S. Route 84 e le Farm to Market Roads 168 e 597. La Burlington Northern Santa Fe Railway passa attraverso il bordo occidentale della città.
Secondo lo United States Census Bureau, ha un'area totale di 0,8 miglia quadrate (2,1 km²).

## Società

### Evoluzione demografica
Secondo il censimento del 2000, c'erano 1.200 persone, 423 nuclei familiari e 313 famiglie residenti nella città. La densità di popolazione era di 1.512,4 persone per miglio quadrato (586,5/km²). C'erano 465 unità abitative a una densità media di 586,1 per miglio quadrato (227,3/km²). La composizione etnica della città era formata dal 71,92% di bianchi, il 5,33% di afroamericani, il 21,17% di altre razze, e l'1,58% di due o più etnie. Ispanici o latinos di qualunque razza erano il 45,83% della popolazione.
C'erano 423 nuclei familiari di cui il 39,7% aveva figli di età inferiore ai 18 anni, il 61,5% aveva coppie sposate conviventi, il 9,0% aveva un capofamiglia femmina senza marito, e il 25,8% erano non-famiglie. Il 23,9% di tutti i nuclei familiari erano individuali e il 14,7% aveva componenti con un'età di 65 anni o più che vivevano da soli. Il numero di componenti medio di un nucleo familiare era di 2,84 e quello di una famiglia era di 3,40.
La popolazione era composta dal 32,8% di persone sotto i 18 anni, il 7,8% di persone dai 18 ai 24 anni, il 25,9% di persone dai 25 ai 44 anni, il 18,8% di persone dai 45 ai 64 anni, e il 14,8% di persone di 65 anni o più. L'età media era di 34 anni. Per ogni 100 femmine c'erano 95,4 maschi. Per ogni 100 femmine dai 18 anni in giù, c'erano 89,9 maschi.
Il reddito medio di un nucleo familiare era di 30.924 dollari e quello di una famiglia era di 36.250 dollari. I maschi avevano un reddito medio di 26.188 dollari contro i 18.036 dollari delle femmine. Il reddito pro capite era di 13.001 dollari. Circa il 15,0% delle famiglie e il 21,6% della popolazione erano sotto la soglia di povertà, incluso il 23,8% di persone sotto i 18 anni e il 21,5% di persone di 65 anni o più.